# توسين دوسنمو
توسين دوسنمو (بالإنجليزية: Tosin Dosunmu)‏ (15 يوليو 1980 بلاغوس في نيجيريا - ) هو لاعب كرة قدم نيجيري في مركز الهجوم. شارك مع منتخب نيجيريا لكرة القدم. أما مع النوادي، فقد لعب مع أوستريا فيينا وبيرسخوت إيه سي ورويال أنتويرب وريسنغ وايت ديرنغ مولنبيك وزولته فاريجيم وكيه في ميخيلين ونادي فيسترلو ونادي نانسي وفيربرودرينغ دندر إندرخت هكلغام ‏ وSportkring Sint-Niklaas ‏ وFirst Bank F.C. ‏ وMVV Maastricht ‏.

## روابط خارجية
- توسين دوسنمو على موقع قاعدة بيانات كرة القدم.إي يو (الإنجليزية)
- توسين دوسنمو على موقع ناشيونال فوتبول تيمز (الإنجليزية)
- توسين دوسنمو على موقع Soccerway.com (الإنجليزية)